# Vasco da Gama (Schiff, 1876)
Die Vasco da Gama war ein 1876 gebautes Panzerschiff der portugiesischen Marine, das nach einem Umbau 1903 als Kreuzer neu klassifiziert wurde. Mit Ausnahme der Beschießung der eigenen Hauptstadt 1917 blieb die 60-jährige Geschichte des Schiffes weitgehend friedvoll.

## Bau und technische Daten
Um die Hauptstadt Lissabon von der Seeseite zu schützen, bestellte die portugiesische Marine das Einzelschiff bei der britischen Werft Thames Ironworks and Shipbuilding and Engineering Company in Blackwall (London), die den Neubau 1874 auf Kiel legte. Der Stapellauf fand am 1. Dezember 1875 statt, bei dem das Schiff auf den Namen des Seefahrers und Entdeckers Vasco da Gama getauft wurde. Die Indienststellung durch die Marine erfolgte 1876.
Ihre Länge betrug 60,96 Meter, sie war 12,2 Meter breit und hatte einen Tiefgang von 5,62 Metern. Die Konstruktionsverdrängung betrug 2384 Tonnen. Der Antrieb bestand aus zwei Dreizylinder-Dreifach-Expansionsmaschinen, die 3000 PS erzielten und auf zwei Schrauben wirkten. Damit erreichte sie eine Höchstgeschwindigkeit von 10,3 Knoten und verfügte bei 10 Knoten über eine Reichweite von 1800 Seemeilen. Ergänzend zur Maschine trug sie zwei Masten mit der Takelung einer Barkentine. Als Bewaffnung trug sie zwei einzelne in Kasematten untergebrachte 260-mm-Geschütze, ein 150-mm-Geschütz am Heck und vier 65-mm-Geschützen zur Nahverteidigung gegen Torpedoboote. Die Vasco da Gama verfügte über einen Gürtelpanzer von 230 mm Stärke und an den Batterien über eine Panzerung von 250 mm. Die Besatzungsstärke betrug 232 Offiziere und Mannschaftsmitglieder.

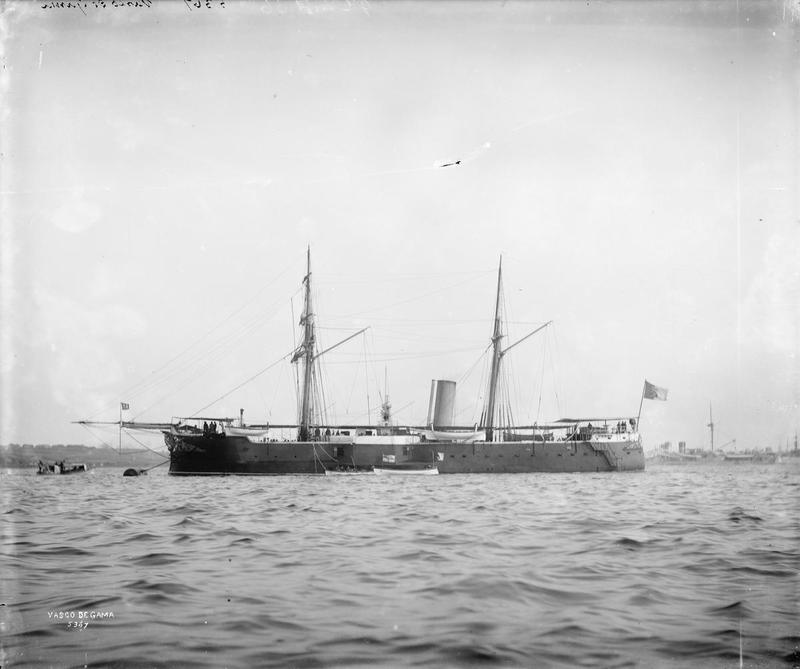
Die Vasco da Gama 1895 bei Eröffnung des Kaiser-Wilhelm-Kanals

### Umbau 1901–1903
Nach 25 Betriebsjahren entsprach das Schiff nicht mehr dem Stand der Technik. Da die Marine nicht über die finanziellen Mittel für einen Ersatz verfügte, wurde das Schiff umfassend umgebaut und modernisiert. Den Auftrag erhielt die italienische Werft Cantiere Navale Fratelli Orlando in Livorno, bei der das Schiff von 1901 bis 1903 verlängert und komplett umgebaut wurde. Anschließend betrug ihre Länge 70,9 Meter, die Breite an der Wasserlinie blieb bei 12,2 Meter und der Tiefgang erhöhte sich auf 6,27 Meter. Die Verdrängung stieg auf 2972 Tonnen. Zwei neue Maschinen leisteten 6000 PS für eine Geschwindigkeit von 15,5 Knoten. Die neue Bewaffnung bestand aus zwei einzelnen 203-mm-Geschützen, einem 152-mm-Geschütz, einem 76-mm-Geschütz sowie sechs einzelnen 47-mm-Geschützen. Der Gürtelpanzer hatte eine Stärke von bis zu 250 mm, das Panzerdeck 75 mm und die Schilde 200 mm. Die Besatzungsstärke stieg auf 260 Offiziere und Mannschaftsmitglieder.

## Geschichte
Am 15. Juli 1876 erreichte die Vasco da Gama Lissabon und mit der anschließenden Indienststellung nutzte die Marine sie als Flaggschiff. Zunächst verwendete sie das neue Schiff für Repräsentationsaufgaben. Doch zuvor musste die Vasco da Gama bereits 1877 für eine Reparatur wieder nach Großbritannien. In den Folgejahren vertrat das Panzerschiff Portugal bei Auslandsbesuchen, so nach Tanger und Tunis als Zeichen zur Anerkennung der französischen Ansprüche auf diese Gebiete, 1888 in Barcelona auf der Weltausstellung, 1892 in Cádiz zum 400. Jahrestag der Entdeckung Amerikas durch Kolumbus, 1895 bei der Eröffnung des Kaiser-Wilhelm-Kanals oder 1897 in Großbritannien zum 60. Jubiläum zur Thronbesteigung von Königin Victoria.
Nach dem Komplettumbau des Schiffes von 1901 bis 1903 hatte sich auch die Reichweite erhöht, so dass es ohne zusätzliche Zwischenbunkerung die portugiesischen Kolonien in Afrika erreichen konnte. Doch das Schiff wurde zunächst nach Macau entsandt, um angesichts der begonnenen Unruhen die portugiesischen Interessen zu schützen. Anschließend kehrte die Vasco da Gama nach Lissabon zurück.
1907 bildeten die Kreuzer Vasco da Gama, Dom Carlos I. und São Rafael zusammen mit dem Zerstörer Tejo ein Ausbildungsgeschwader der portugiesischen Flotte. 1909 half die Besatzung des Schiffes den Opfern des Erdbebens von Messina und fuhr anschließend nach Timor. Dort befand sich das Schiff auch zum Zeitpunkt der Oktoberrevolution von 1910, die zur ersten portugiesischen Republik führte. Nach ihrer Rückkehr 1911 unterstützte sie die Republik und blieb zum Schutz der Regierung bis 1914 in Lissabon.
Während des Ersten Weltkrieges blieb das Schiff in Lissabon stationiert und wurde am 5. Juli 1915 das Flaggschiff des Verteidigungskommandos in der Stadt. Beim Putsch des Offiziers und späteren Präsidenten Sidónio Pais im Dezember 1917 bekämpfte die Besatzung der Vasco da Gama die Putschisten und beschoss ihre Stellungen in Lissabon.
Auch nach dem Krieg wurde das Schiff wieder in die innenpolitischen Auseinandersetzungen verwickelt, als im Juli 1925 Aufständische unter dem Marineoffizier José Mendes Cabeçadas Júnior zeitweise das Kommando über die Vasco da Gama übernahmen. Den letzten militärischen Einsatz hatte das Schiff im April 1931, bei dem es half, den Aufstand auf Madeira niederzuschlagen. Die Repräsentationsaufgaben wurden weiterhin wahrgenommen, so 1932 bei den Feierlichkeiten zum 500. Jahrestag der Entdeckung der Azoren. Im Januar 1933 wurde die Vasco Da Gama in die Reserve versetzt, 1935 aus dem Flottenregister gestrichen und im Folgejahr abgewrackt.